# Секст Квинтилий Валерий Максим
Секст Квинтилий Валерий Максим (лат. Sextus Quintilius Valerius Maximus) — римский политический деятель середины II века.
Максим происходил из Александрии Троадской в провинции Азии и был сыном легата Ахайи Секста Квинтилия Валерия Максима. В 151 году он занимал должность ординарного консула вместе со своим братом Секстом Квинтилием Кондианом. В 168/9 или 169/70 году Максим находился на посту проконсула Азии.
Видимо, затем братья были корректорами Ахайи (с около 170/171 по 174/175 год). Они упоминаются Филостратом Старшим, а также в письме императора Марка Аврелия к афинянам.
На Аппиевой дороге стоят руины виллы, построенной братьями Квинтилиями.